# Svastra machaerantherae
Svastra machaerantherae är en biart som först beskrevs av Cockerell 1904.  Svastra machaerantherae ingår i släktet Svastra och familjen långtungebin. Inga underarter finns listade i Catalogue of Life.